# سوسن منتن

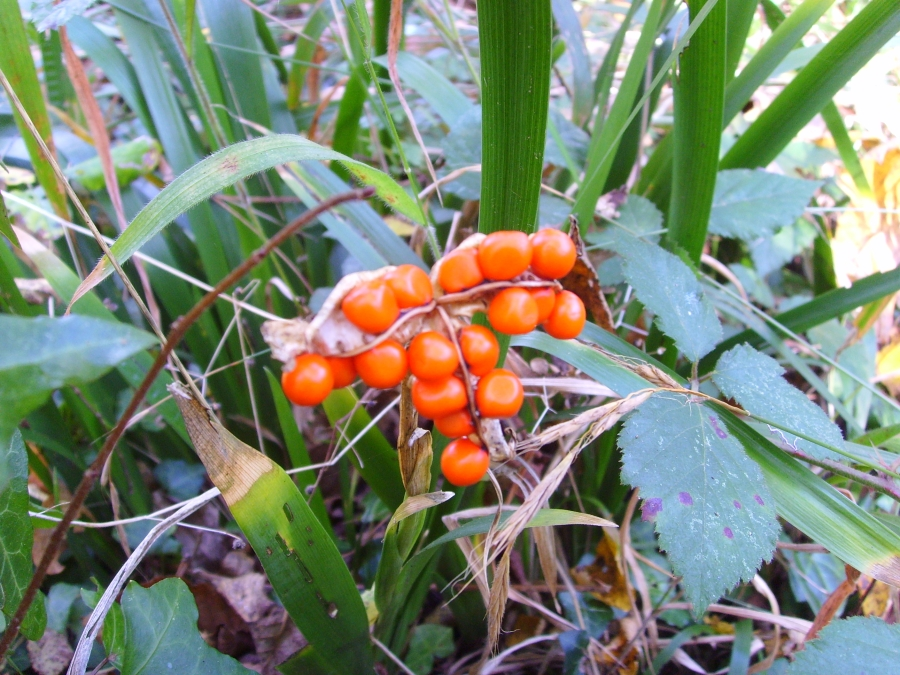
بذور

سيف الديب أو السوسن المُنتِن هو نوع من النباتات المزهرة في الفصيلة السوسنية توجد في الأراضي الحرجية المفتوحة وضفاف التحوط والمنحدرات البحرية.